# Prix littéraires du Gouverneur général 1940
Liste des Prix littéraires du Gouverneur général pour 1940, chacun suivi du gagnant.

## Anglais
- Prix du Gouverneur général : romans et nouvelles de langue anglaise : Ringuet, Trente Arpents.
- Prix du Gouverneur général : poésie ou théâtre de langue anglaise : E. J. Pratt, Brébeuf and His Brethren.
- Prix du Gouverneur général : études et essais de langue anglaise : J.F.C. Wright, Slava Bohu.